# Aristòtil d'Atenes (orador)
Aristòtil d'Atenes (en grec antic Ἀριστοτέλης) fou un orador i home d'estat atenenc, del que es coneixen alguns discursos realitzats en judicis que menciona Diògenes Laerci, que diu que es distingien per la seva elegància.